# جوائز سيول الدولية للدراما
جوائز سيول الدولية للدراما (هانغول: 서울 국제 드라마 어워즈)، والمعروف أيضا باسم SDA، هو احتفال دولي يقام سنويا في سيول، بكوريا الجنوبية لتكريم جميع المتميزين في الإنتاجات الدرامية التلفزيونية في أنحاء العالم.

## الفائزون

### الجائزة الكبرى (دايسانغ)
| السنة | الجائزة الكبرى           | مرجع                |
| ----- | ------------------------ | ------------------- |
| 2008  | Missing                  |                     |
| 2009  | Memoirs in China         | [ 1 ] [ 2 ]         |
| 2010  | Shoe-shine Boy           | [ 3 ]               |
| 2011  | الممالك الثلاث           | [ 4 ]               |
| 2012  | شجرة ذات جذور عميقة      | [ 5 ]               |
| 2013  | أسرى الحرب               | [ 6 ] [ 7 ]         |
| 2014  | Kaboul Kitchen season 2 ‏ | [ 8 ] [ 9 ]         |
| 2015  | Naked Among Wolves       | [ 1 ] [ 10 ] [ 11 ] |
| 2016  | المدير الليلي            | [ 12 ] [ 13 ]       |
| 2017  | هؤلاء نحن                |                     |

## وصلات خارجية
- الموقع الرسمي